# Xã Antioch, Quận Hot Spring, Arkansas
Xã Antioch (tiếng Anh: Antioch Township) là một xã thuộc quận Hot Spring, tiểu bang Arkansas, Hoa Kỳ. Năm 2010, dân số của xã này là 432 người.